# Austin Island
Austin Island ist eine Insel im Archipel Südgeorgiens im Südatlantik. Sie ist die östlichste der Samuel-Inseln und liegt östlich des Granat Point.
Das UK Antarctic Place-Names Committee benannte sie 2009. Namensgeberin ist die RFA Fort Austin von der Royal Fleet Auxiliary, die im April 1982 als Lazarettschiff im Falklandkrieg bei der Rückeroberung Südgeorgiens nach der Invasion durch die Streitkräfte Argentiniens im Einsatz war.